# Bellegarde-sur-Valserine
Bellegarde-sur-Valserine és un antic municipi francès, situat al departament de l'Ain i a la regió d'Alvèrnia-Roine-Alps. L'1 de gener de 2019 esdevé un municipi delegat i capital del municipi nou Valserhône.